# Valvatida
Valvatida là một bộ sao biển trong lớp Asteroidea. Bộ này có họ, chi, tổng cộng có loài. Bộ này có các loài nhỏ bé với đường kính chỉ vài mm trong chi Asterina, và loài lớn với đường kính lên đến 75 cm như các loài trong chi Thromidia. Phần lớn các loài trong bộ đều có 5 cánh với chân ống.

## Các họ
- Acanthasteridae
- Archasteridae
- Asterinidae
- Asterodiscididae
- Asteropseidae
- Chaetasteridae
- Ganeriidae
- Goniasteridae
- Leilasteridae
- Mithrodiidae
- Odontasteridae
- Ophidiasteridae
- Oreasteridae
- Podosphaerasteridae
- Poraniidae
- Pseudarchasteridae
- Sphaerasteridae †[1]

## Hình ảnh

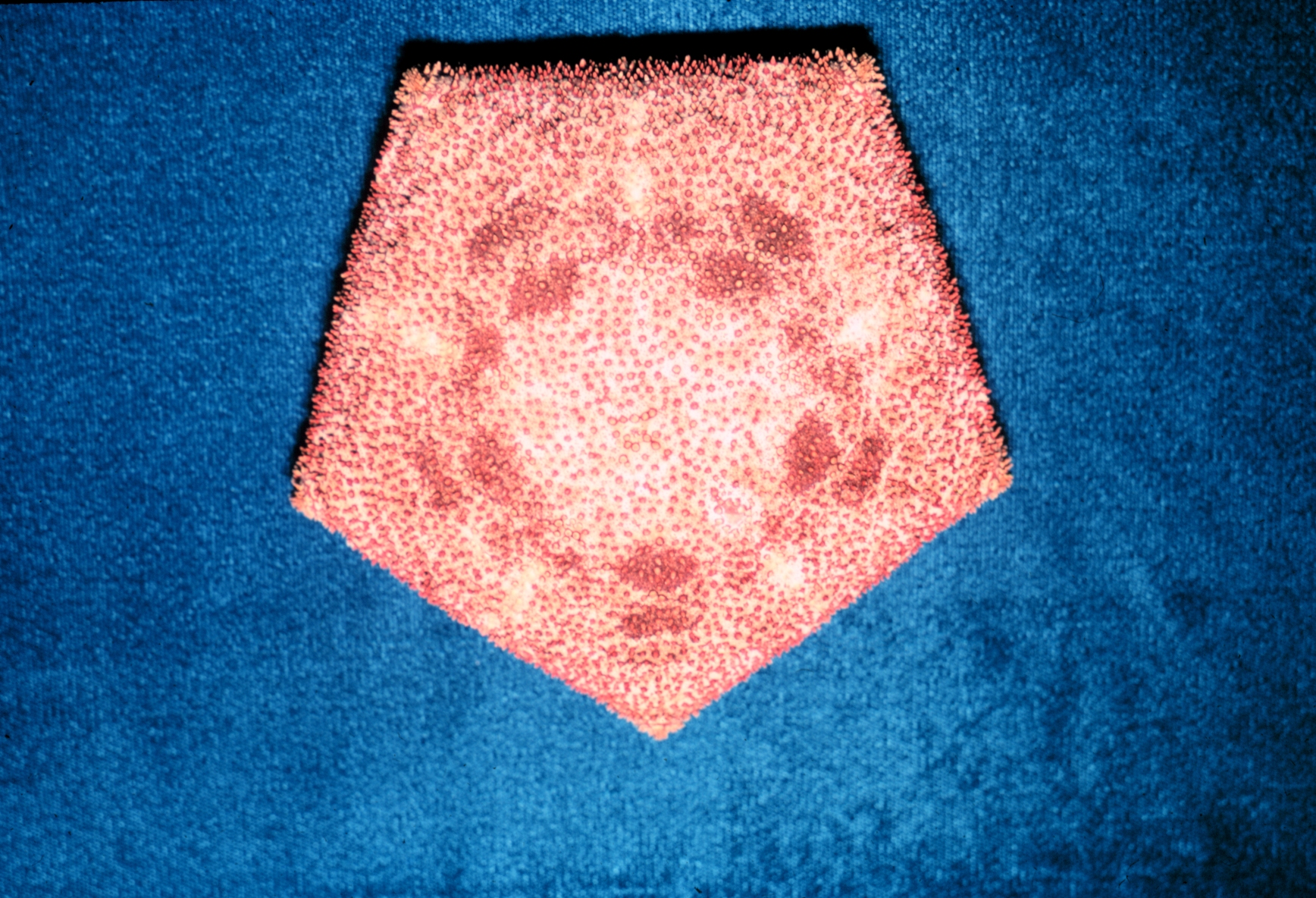
Culcita novaeguineae
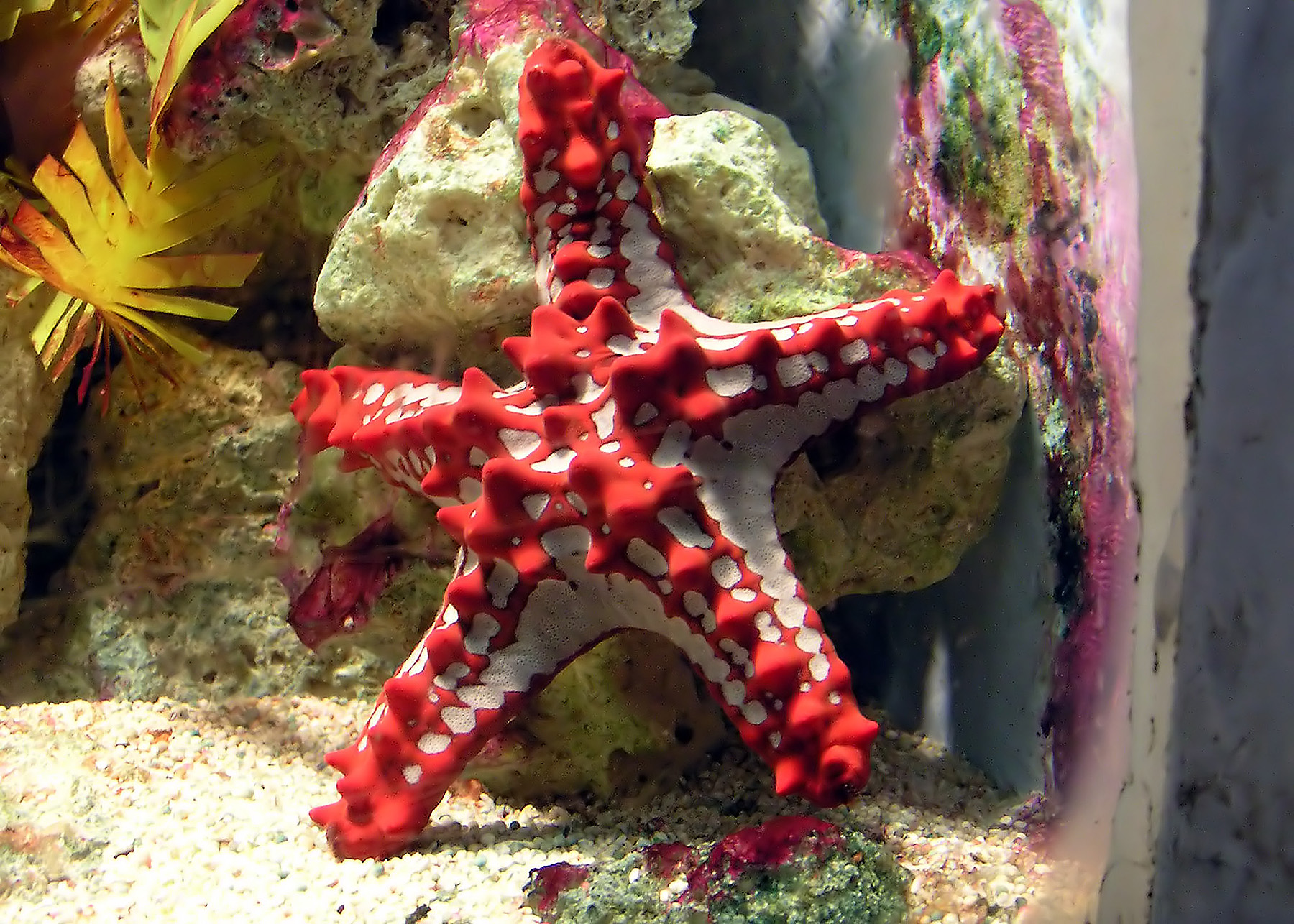
Protoreaster linckii)
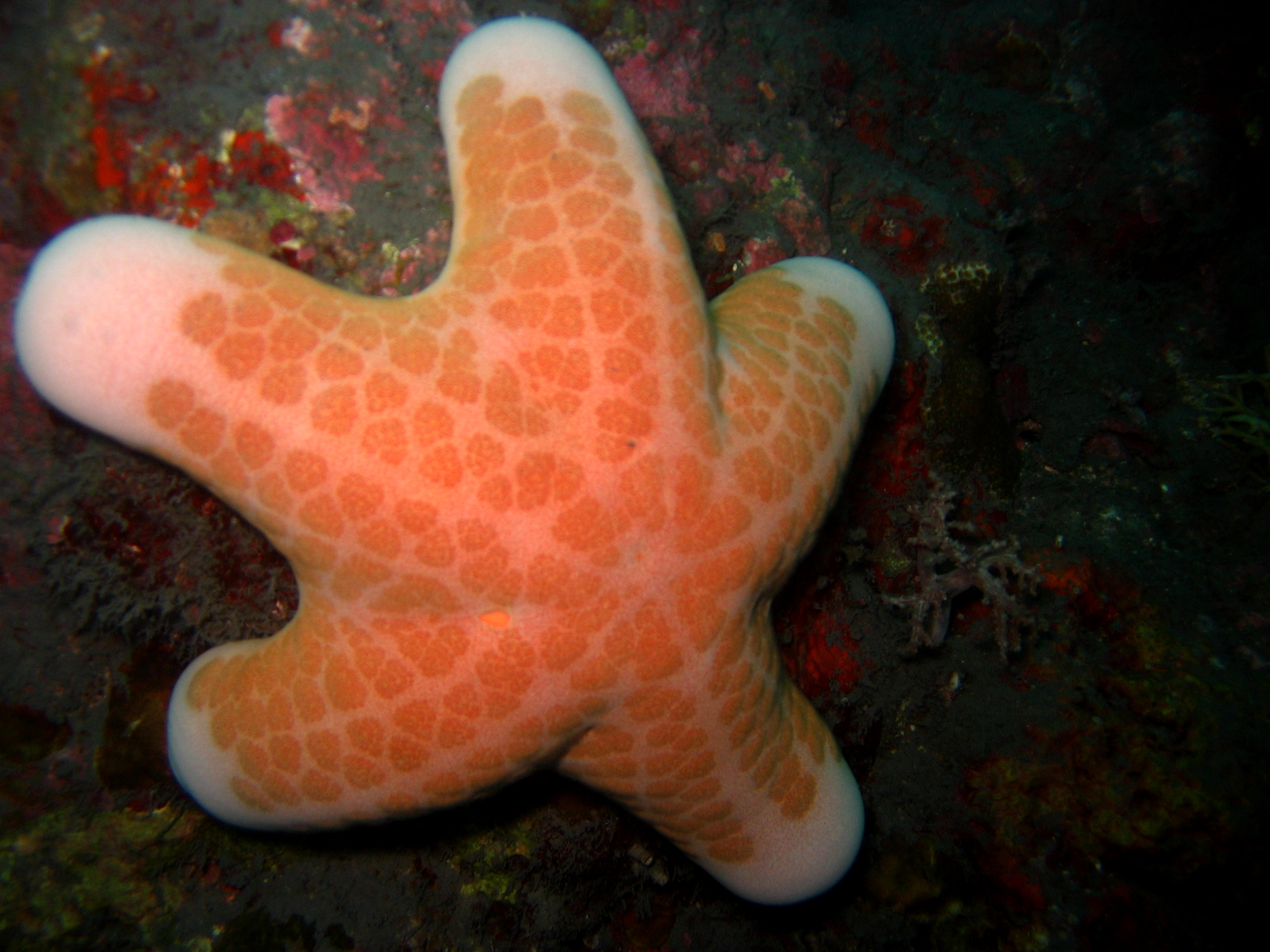
Choriaster granulatus
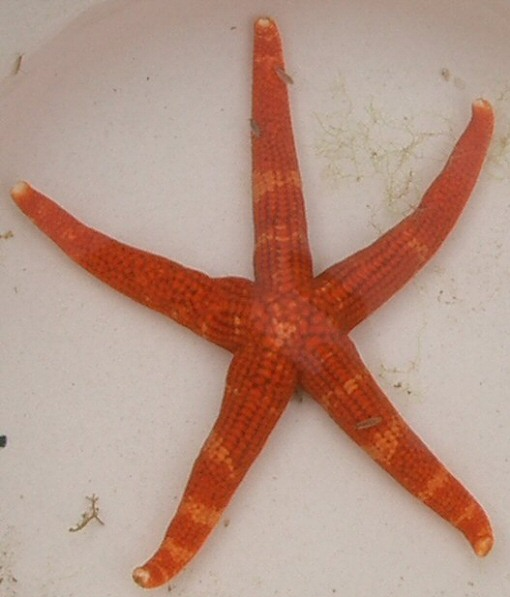
Certonardoa semiregularis